# Cerny (Essonne)
Cerny település Franciaországban, Essonne megyében. Lakosainak száma 3425 fő (2022. január 1.). Cerny Itteville, Baulne, Boissy-le-Cutté, Bouray-sur-Juine, D’Huison-Longueville, La Ferté-Alais, Janville-sur-Juine és Villeneuve-sur-Auvers községekkel határos.

## Népesség
A település népességének változása:
| Lakosok száma | 3353 | 3319 | 3480 | 3336 | 3354 | 3337 | 3346 | 3345 | 3425 |
|               | 2013 | 2015 | 2016 | 2017 | 2018 | 2019 | 2020 | 2021 | 2022 |